# Armand Psenny
Armand Psenny (* 18. April 1929 in Paris; † 12. Juli 2007 in La Loupe, Eure-et-Loir; eigentlich Armand Pszenny) war ein französischer Filmeditor.

## Leben
Armand Psenny arbeitete ab Ende 1950er Jahre als Editor beim französischen Film. Die erste größere Produktion, bei der er für den Filmschnitt sorgte, war Jean-Pierre Mockys Drama Die nach Liebe hungern (1959). Es folgten Aufträge für eher unbedeutende Filme. Erst 1970 durfte Psenny bei dem Louis-de-Funès-Film Balduin, der Schrecken von St. Tropez sein Talent als Editor bei einer groß angelegten Produktion unter Beweis stellen. Auch bei der Filmkomödie Hasch mich – ich bin der Mörder (1971), ebenfalls mit Funès in der Hauptrolle, war Psenny für den Schnitt zuständig. 
Nach mehreren Filmen von Regisseur Jean Girault begann 1974 Psennys langjährige Zusammenarbeit mit Bertrand Tavernier. Ihre erste gemeinsame Produktion war der Kriminalfilm Der Uhrmacher von St. Paul (1974) mit Philippe Noiret und Jean Rochefort. Für Taverniers Science-Fiction-Film Death Watch – Der gekaufte Tod (1980) mit Romy Schneider und Harvey Keitel erhielt Psenny seine erste von insgesamt sechs Nominierungen für den César in der Kategorie Bester Schnitt. Er ging jedoch stets leer aus. Zuletzt war Psenny für den Kriegsfilm Diên Biên Phú – Symphonie des Untergangs (1992) als Editor aktiv.

## Filmografie (Auswahl)
- 1958: La moucharde
- 1958: Komm mit, Kleiner (Suivez-moi, jeune homme)
- 1959: Die nach Liebe hungern (Les dragueurs)
- 1961: Die kleinen Nymphen von Paris (Les nymphettes)
- 1962: Leviathan
- 1962: Les filles de La Rochelle
- 1963: Fünf Glückspilze (Les veinards)
- 1964: Schräger Charme und tolle Chancen (La chance et l’amour)
- 1964: Le fils de Tarass Boulba
- 1965: Die 317. Sektion (La 317ème section)
- 1965: Rendezvous der Killer (Pleins feux sur Stanislas)
- 1966: Paras – Goldraub in der Luft (Objectif: 500 millions)
- 1967: Eine Kugel auf der Rechnung (Un choix d’assassins)
- 1970: Balduin, der Schrecken von St. Tropez (Le gendarme en balade)
- 1971: Das Gesetz im Westen von Pecos (Le juge)
- 1971: Hasch mich – ich bin der Mörder (Jo)
- 1972: Die tollen Charlots – Ferien wie noch nie (Les Charlots font l’Espagne)
- 1974: Der Uhrmacher von St. Paul (L’horloger de Saint-Paul)
- 1974: Deux grandes filles dans un pyjama
- 1975: Wenn das Fest beginnt … (Que la fête commence…)
- 1976: Der Richter und der Mörder (Le juge et l’assassin)
- 1976: Lauf mir nach, daß ich Dich fange (Cours après moi … que je t’attrape)
- 1977: Verwöhnte Kinder (Des enfants gâtés)
- 1979: Wer die Zügel hält (Le mors aux dents)
- 1980: Death Watch – Der gekaufte Tod (La mort en direct)
- 1980: Ferien für eine Woche (Une semaine de vacances)
- 1981: Ein Mörder geht vorbei (Un assassin qui passe)
- 1981: Der Saustall (Coup de torchon)
- 1982: Kaltes Blut (Tir groupé)
- 1983: Stella
- 1984: Ein Sonntag auf dem Lande (Un dimanche à la campagne)
- 1985: Verraten und verkauft (La baston)
- 1986: Um Mitternacht (’Round Midnight)
- 1987: Die Passion der Beatrice (La passion Béatrice)
- 1988: Geliebte verborgt man nicht (La petite amie)
- 1989: Das Leben und nichts anderes (La vie et rien d’autre)
- 1990: Faux et usage de faux
- 1992: Diên Biên Phú – Symphonie des Untergangs (Diên Biên Phú)

## Auszeichnungen
- 1981: Nominierung für den César in der Kategorie Bester Schnitt für Death Watch – Der gekaufte Tod
- 1982: Nominierung für den César in der Kategorie Bester Schnitt für Der Saustall
- 1983: Nominierung für den César in der Kategorie Bester Schnitt für Kaltes Blut
- 1985: Nominierung für den César in der Kategorie Bester Schnitt für Ein Sonntag auf dem Lande
- 1987: Nominierung für den César in der Kategorie Bester Schnitt für Um Mitternacht
- 1990: Nominierung für den César in der Kategorie Bester Schnitt für Das Leben und nichts anderes